# В степной тиши
«В степной тиши» — советский художественный фильм 1959 года.

## Аннотация
По мотивам «Повести о директоре МТС и агрономе» Галины Николаевой.

## В ролях
- Нина Гуляева
- Эдуард Изотов
- Михаил Кузнецов — Фарзанов
- Владислав Баландин — Федя
- Всеволод Санаев — Фёдор Ветров
- Виктор Хохряков
- Андрей Тутышкин
- Евгения Козырева — Варвара
- Борис Буткеев
- Анатолий Кубацкий — Силантий
- Александр Гречаный — Игнат Игнатович
- Вера Петрова — Линочка
- Елена Максимова
- Валентина Березуцкая — Олюха
- Николай Сморчков — Венька
- Галина Степанова — Клавдия Ивановна
- Инга Будкевич — колхозница

В эпизодах:
- Борис Андреев, Николай Москаленко, Александр Холминов, Валентина Владимирова, Наталья Крачковская, Зоя Толбузина (Земнухова).

## Съёмочная группа
- Режиссёр: Сергей Д. Казаков
- Автор сценария: Галина Николаева, Максим Сагалович
- Операторы: Владимир Яковлев, Пётр Кузнецов
- Композитор: Александр Холминов
- Художник-постановщик: Александр Жаренов
- Звукорежиссёр: Николай Кропотов

## Технические данные
1959, обычный, ч/б, 2630.4 м, 96 мин.